# 小島男佐夫
小島 男佐夫（こじま おさむ、1912年5月20日 - 1989年2月21日）は、日本の会計学者。関西学院大学教授や、初代日本会計史学会会長を務めた。

## 略歴
1937年関西学院大学商経学部卒。1961年「複式簿記発生史の研究」で神戸大学経営学博士。1940年関西学院高等商業学校講師、1951年関西学院大学商学部助教授、教授、同産業研究所所長を務め、1981年定年、名誉教授となり、1982年日本会計史学会初代会長。近畿大学商経学部教授を務めた。門下に土方久がいる。

## 著書
- 『複式簿記発生史の研究』森山書店 1961
- 『簿記史論考』森山書店 関西学院大学研究叢書 1964
- 『英国簿記発達史』森山書店 1971
- 『簿記史』森山書店 1973
- 『会計史資料研究』大学堂書店 関西学院大学産研叢書 1978

### 共編著
- 『簿記学入門』木村和三郎共著 森山書店 1952
- 『新しい会計』全5巻 岡部利良ほか共著 青木書店 1956
- 『工業会計入門』木村和三郎共著 森山書店 1960
- 『簿記史研究』編著 大学堂書店 関西学院大学産研叢書 1975
- 『体系近代会計学 6　会計史および会計学史』責任編集 中央経済社 1979
- 『Peele’s The pathe waye.』B.S.Yamey共編著 大学堂書店 1980

### 翻訳
- G.D.H.コール『政治理論と経済理論との交渉』池内信行共訳 巌松堂書店 1944

### 記念論文集
- 『現代会計の史的研究 小島男佐夫先生還暦記念論文集』関西学院大学会計学研究室編 森山書店 1973

## 論文
- <小島男佐夫